# Ana María Vázquez
Ana María Vázquez (Ciudad de México, 4 de junio de 1961) es una escritora y dramaturga mexicana ganadora del Premio Nacional de Teatro en 1991 por su obra Pan de muerto, galardón otorgado por el Instituto Nacional de Bellas Artes de México.

## Biografía
Ana María Vázquez nació el 4 de junio de 1961 en la Ciudad de México. Realizó estudios de teatro en diferentes instituciones como la Facultad de Filosofía y Letras de la Universidad Nacional Autónoma de México y la escuela de escritores de la Sociedad General de Escritores de México y también con el dramaturgo mexicano Hugo Argüelles.
Su labor profesional ha estado relacionada principalmente con la cultura, las letras y los medios de comunicación. Vázquez fue encargada de eventos especiales en las delegaciones Coyoacán y Cuauhtémoc de la Ciudad de México a finales de la década de 1990; fue productora y guionista de programas de televisión y telenovelas; ha estado a cargo de la dirección, la producción  y de escribir guiones para programas radiales; ha sido profesora y directora de la escuela de teatro Formación Actoral Especializada (FACE); encargada de actividades artísticas del Teatro Mascarada; e imparte conferencias a nivel nacional e internacional.
Ha escrito alrededor de cincuenta obras de teatro. Entre ellas destaca Pan de muerto, una comedia que trata sobre la necrofilia y que la convirtió en ganadora del Premio Nacional de Teatro en 1991, otorgado por el Instituto Nacional de Bellas Artes. También recibió una mención honorífica de la revista Plural por la obra Piel de cemento.
Fue esposa del actor mexicano Germán Robles hasta la muerte de este en 2015. Con el actor tuvo un hijo de nombre Pablo.

## Reconocimientos nacionales e internacionales
- Premio Efrén Rebolledo 2009 por el libro de cuentos Como nacer del fuego (2006).[10]
- Premio Nacional de Teatro (1991) por su obra Pan de muerto.

## Obra
Entre sus obras se encuentran:

### Cuento
- Cómo nacer del fuego (2006)

### Ensayo
- «La magia argüelliana, una semblanza» capítulo del libro Hugo Argüelles. Estilo y dramaturgia (1997)
- «La dramaturgia femenina en México: creación o gestación» capítulo del libro La literatura iberoamericana en el 2000 (2002)

### Novela
- Pan de muerto (2007)
- Ánimas benditas (2016)

### Obras de teatro
- Piel de cemento (1991)
- Pan de muerto (1992)

### Poesía
- El penúltimo astrolabio (2010)